# 韓慧慧
韩慧慧（Han Hui Hui，1992年9月4日—），新加坡人民改革聯盟籍政治人物、民运人士与博主；毕业於英国史丹福郡大學國際企業管理系。韩慧慧极力反对新加坡现行的公积金制度，并以在芳林公園举办各种示威活动而闻名。她同時也是英國約克大學應用人權中心的研究員。

## 生平
韩慧慧于1992年出生在马来西亚，是家中长女。她在新加坡成长并接受教育，于2010年入籍新加坡。

## 政治生涯
韩慧慧自2013年开始在芳林公園举行抗议集会。
2014年9月27日，韩慧慧在芳林公園举办完一场就公积金制度的抗议活动后，因组织非法抗议活动、扰乱当时在公园举行的慈善嘉年华造成公众滋扰而与5人一同被捕。她之后在2016年6月27日被正式定罪并处以3100新元的罚款。

### 第一次競選（2015）
2015年国会大选中，韩慧慧以无党籍身份参选拉丁马士单选区议员，最后以10.04%的得票率败选，时年23岁的韩慧慧是当届选举中年龄最小的候选人。
2017年，她离开新加坡前往欧洲某未公开透露的国家寻求政治庇护，不久后又于不明时间点归国。
2018年3月29日，韩慧慧在当日举行的新加坡国会特选委员会公开听证会上因“在委员会听证过程中滋事”而被带离听证会现场。

### 第二次競選（2025）
在2025年全國大選中，韓慧慧於提名日被揭曉為人民改革聯盟（英語：People's Alliance for Reform，簡稱PAR）的候選人，參選丹戎巴葛集選區。她在當天的演講中批評滋事者並將她所描述的「新加坡的各種問題」歸咎於人民行動黨。
整個競選期間，韓慧慧以「3H」口號作為政綱核心，代表「住房（Housing）」、「醫療（Healthcare）」及「人權（Human Rights）」。然而，其團隊在選舉夜遭遇重大敗績，僅在丹戎巴葛集選區獲得18.98%的選票，遠落後於人民行動黨的81.02%。這一結果也創下了新加坡集選區歷史上最大勝選差距的紀錄。

## 选举结果

### 21世纪10年代
| 2015年大选结果 | 2015年大选结果 | 2015年大选结果 | 2015年大选结果 | 2015年大选结果           | 2015年大选结果 | 2015年大选结果 | 2015年大选结果 | 2015年大选结果 |
| 選區           | 席位           | 選舉人數       | 政黨           | 候選人                   | 得票數         | 得票數 %       | ±              | 当选           |
| -------------- | -------------- | -------------- | -------------- | ------------------------ | -------------- | -------------- | -------------- | -------------- |
| 拉丁马士单选区 | 1              | 26,956         | 人民行動黨     | 陈振泉                   | 20,230         | 77.25 / 100    | +10.15         |                |
| 拉丁马士单选区 | 1              | 26,956         | 革新黨         | 古玛                     | 3,329          | 12.71 / 100    | +12.71         |                |
| 拉丁马士单选区 | 1              | 26,956         | 无党籍         | 韩慧慧（没收選舉保證金） | 2,629          | 10.04 / 100    | +10.04         |                |

### 21世纪20年代
| 2025年大选结果 | 2025年大选结果 | 2025年大选结果 | 2025年大选结果 | 2025年大选结果                       | 2025年大选结果 | 2025年大选结果 | 2025年大选结果 | 2025年大选结果 |
| 選區           | 席位           | 選舉人數       | 政黨           | 候選人                               | 得票數         | 得票數 %       | ±              | 当选           |
| -------------- | -------------- | -------------- | -------------- | ------------------------------------ | -------------- | -------------- | -------------- | -------------- |
| 丹戎巴葛集選區 | 5              | 140,194        | 人民行動黨     | 陈振声 祖安清心 陈圣辉 王心妍 符策翔 | 98,924         | 81.02 / 100    | +17.92         |                |
| 丹戎巴葛集選區 | 5              | 140,194        | 人民改革聯盟   | 饶永财 韩慧慧 绍文马尼 普拉布 苏连才 | 23,169         | 18.98 / 100    | 不適用         |                |

## 个人生活
韩慧慧于2019年6月在竹脚妇幼医院产下孩子，她最早于2018年12月在社媒上暗示自己已怀有身孕。她声称自己在生产的过程中没有使用硬脊膜外麻醉或止痛药，并在没有医生在场的情况下在1个小时内完成生产。

## 轶事
韩慧慧在2015年国会大选参选期间体重仅33公斤。
因韩慧慧在2015年国会大选中使用了一朵花作为她的竞选标志，所以其支持者给她取了“花木兰”的绰号。